# Roald Dahl
Roald Dahl (/ˈroʊ.ɑːl ˈdɑːl/; phát âm tiếng Na Uy: [ˈɾuːɑl dɑl]; 13 tháng 9 năm 1916 – 23 tháng 11 năm 1990) là một tiểu thuyết gia, nhà văn viết truyện ngắn, nhà thơ, kịch tác gia, và phi công chiến đấu người Anh.
Sinh tại Wales với bố mẹ người Na Uy, Dahl phục vụ Không quân Hoàng gia Anh trong Thế chiến II, trong thời gian đó ông đã trở thành một phi công át bài và sĩ quan tình báo cho Cục Tình báo mật/SIS/MI6, lên cấp quyền chỉ huy phi đội. Ông nổi lên trong những năm 1940 với các truyện cho cả trẻ em và người lớn và trở thành một trong những tác giả bán chạy nhất thế giới. Ông đã được gọi là "một trong những người kể chuyện vĩ đại nhất cho trẻ em của thế kỷ 20". Trong số các giải thưởng vì đóng góp văn học của mình, ông đã nhận được World Fantasy Award for Life Achievement vào năm 1983, và tác giả trẻ của năm của từ British Book Awards năm 1990. Năm 2008 The Times đặt Dahl thứ 16 trên danh sách "50 nhà văn vĩ đại nhất của Anh kể từ năm 1945".

## Xuất bản

### Phát thanh thường kỳ
1. The Price of Fear: William and Mary (1973)